# Hans von Hemmer

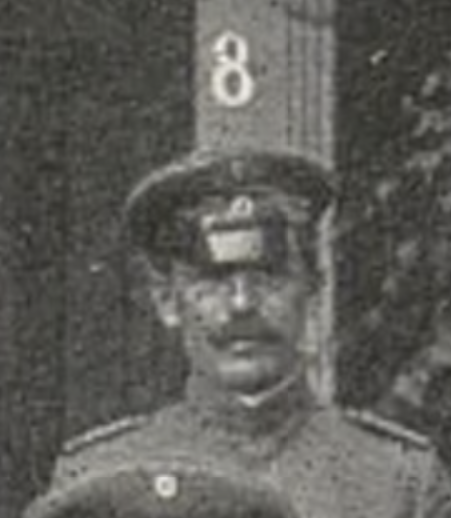
Hans von Hemmer (1915)

Hans Hemmer, seit 1916 Ritter von Hemmer (* 26. Juni 1869 in München; † 15. Dezember 1931 ebenda) war ein bayerischer Generalmajor sowie Ritter des Militär-Max-Joseph-Ordens und des Pour le Mérite.

## Leben
Hans war der Sohn des Oberst Anton Hemmer und dessen Ehefrau Ida, geborene Weißmann. Nach dem Besuch des humanistischen Gymnasiums in Regensburg trat er am 12. August 1888 als freiwilliger Gemeiner und Offizieraspirant in das 11. Infanterie-Regiment der Bayerischen Armee ein. Vom 1. März 1889 bis 21. Januar 1890 kommandierte man Hemmer zur Kriegsschule München und versetzte ihn unter gleichzeitiger Ernennung zum Portepéefähnrich am 7. Juli 1889 in das 2. Infanterie-Regiment. Mit dem 6. März 1890 erfolgte die Ernennung zum Sekondeleutnant mit allerhöchster Belobigung. Vom 15. Februar 1893 bis 1. Juni 1896 wurde er als Bataillons-Adjutant verwendet. Anschließend wurde er für drei Jahre zur Kriegsakademie kommandiert, danach folgte im Jahr 1900 ein zunächst einjähriges Kommando an den Generalstab, das um ein weiteres Jahr verlängert wurde. In den Jahren 1902 bis 1906 diente er als Adjutant der 3. Infanterie-Brigade; während dieser Zeit erfolgte 1904 die Beförderung zum Hauptmann. Am 29. Oktober 1907 übernahm er als Chef eine Kompanie im 8. Infanterie-Regiment. Dieses Kommando gab Hemmer nach zwei Jahren ab und fungierte dann bis zum 30. September 1910 als Erster Generalstabsoffizier im Stab der 5. Division. Anschließend folgte seine Versetzung in die Zentralstelle des Generalstabes tätig und gleichzeitige Kommandierung zum Großen Generalstab nach Berlin. Zugleich nahm Hemmer als etatmäßiges Mitglied des bayerischen Senats für zwei Jahre Obliegenheiten beim Reichsmilitärgericht wahr. Ab 19. September 1912 wurde er als Erster Generalstabsoffizier in den Generalstab des I. Armee-Korps versetzt und zog in dieser Funktion in den Ersten Weltkrieg.

### Erster Weltkrieg
Er nahm an den Kämpfen im August 1914 bei Badonviller, an der Vezouze, bei Saarburg, an der Schlacht in Lothringen sowie den Gefechten vor Nancy-Epinal und an der Somme teil. Am 30. November 1914 wurde er zum Oberstleutnant befördert und übernahm am 28. Dezember 1914 die Leitung des Generalstabes des I. Reserve-Korps.
Mittlerweile zur Südarmee versetzt, zeichnete er sich als Generalstabsoffizier in besonderer Weise aus, so dass er mit dem Ritterkreuz des Militär-Max-Joseph-Ordens beliehen wurde. Damit verbunden war die Erhebung in den persönlichen Adel und er durfte sich nach Eintragung in die Adelsmatrikel „Ritter von Hemmer“ nennen. In der Begründung heißt es, dass er „für seine hervorragende Tätigkeit als Generalstabschef bei Erstürmung des Zwinin am 9. April 1915 und in der Schlacht am Styri am 31. Mai 1915“ für den Orden als würdig erachtet wurde.
Am 6. Juli 1915 wurde er offiziell zum Chef des Generalstabes der Südarmee unter General der Infanterie Felix Graf von Bothmer ernannt. Im Jahre 1916 hatte Oberstleutnant Hemmer schwere Kämpfe während des Stellungskrieges an der Strypa sowie zwischen Wozuska und Sereth zu bestehen. Er hatte wesentlichen Anteil an der Erstürmung der Woribijorka-Höhe und machte die Schlachten bei Zoloscze und Niziniow mit. Nach den Rückzugsgefechten zwischen Strypa und Zlota Lipa ging die Südarmee bei Zborow in Stellung.
Nach der Schlacht an der Zlota Ripa war in den Gefechten an der unteren Narajowka sein ganzes Koordinationstalent gefordert, da sich die deutschen und k. u. k. Verbände der Südarmee immer wieder verzahnten. Er trug hier schwere Verantwortung, da er nationale Belange zu beachten hatte und trotzdem das militärisch Notwendige erreicht werden musste. Er forderte von den unterstellten Truppenteilen einen gleichmäßig guten Ausbau der Stellungen und bildete, wo immer möglich, ausreichende Reserven. Er löste die anspruchsvolle Aufgabe in so beeindruckender Weise, dass er von seinem Befehlshaber Graf von Bothmer am 4. Juni 1916 zum Kommandeurskreuz des Militär-Max-Joseph-Ordens „wegen seiner hervorragenden, durch besondere Klugheit, Energie und unermüdlicher Ausdauer gekennzeichneten Verdienste um die Vorbereitung und erfolgreiche Durchführung der schwierigen Abwehrkämpfe während der russischen Sommeroffensive 1916“ vorgeschlagen wurde.
Im Jahre 1917 war er an dem Gefecht bei Dzihie Lany, danach an den Schlachten bei Brzesany und Koninchy beteiligt. Am 25. August erhielt er den Orden Pour le Mérite und am 14. Dezember 1917 wurde er zum Oberst befördert. Danach koordinierte er die Verfolgung in Ostgalizien und plante den Stellungskrieg zwischen Dnjester, Zbrucz und Sereth. Nach dem Friedensschluss von Brest-Litowsk wechselte er am 4. Februar 1918 von der Ost- zur Westfront und wurde als Chef des Generalstabes der 19. Armee verwendet. In dieser Funktion focht er im Stellungskrieg in Lothringen.

### Nachkriegszeit
Nach dem Waffenstillstand von Compiègne führte Hemmer seine Truppen in die Heimat zurück und wurde nach der Demobilisierung des Armeeoberkommandos im Januar 1919 zum etatmäßigen Mitglied des bayerischen Senats des Reichsmilitärgerichts ernannt. Mit der Auflösung der Behörde schied Hemmer am 1. Oktober 1920 aus dem aktiven Dienst, nachdem man ihm einen Tag vorher den Charakter als Generalmajor verliehen hatte.
Er starb an einem Herzschlag.